# Les Contes d'Amadou Koumba
Les Contes d'Amadou Koumba est un recueil de dix-neuf contes, originaires du Sénégal et d'autres pays africains, transcrits et traduits en français par Birago Diop d'après les récits du griot Amadou, fils de Koumba. Le recueil est publié pour la première fois en 1947.
Selon Roland Colin, ces contes « nous révèlent la fine fleur de l'art des griots de l'Afrique de l'Ouest, et Birago Diop a su trouver avec bonheur l'expression française qui rend la succulence et le soleil des paroles nègres. Il a rendu ses contes audibles au lecteur européen le moins averti de l'âme noire, en lui ciselant toutes les finesses de l'émotion et de la sensation africaine des êtres et des choses. [...] Il nous a ouvert l'une des voies qui mènent à l'Esprit négro-africain. »

## Résumé des nouvelles dansles Contes d’Amadou Koumbapar Birago Diop
- FARI l'ânesse: L'ânesse FARI se métamorphose en femme humaine pour habiter dans un pays qui n’est pas dévasté par la famine.
- Un jugement: Demba répudie sa femme Koumba et souhaite ensuite la récupérer. Le couple demanda à MADIAKATE-Kala, marabout dans un autre village, de faire le jugement final, afin de savoir si Demba peut reprendre Koumba ou non.
- Les mamelles: Momar a deux femmes bossues, Khary et Koumba. À la fin du compte, ces deux mamelles qu’obtient Khary deviennent des collines de Dakar.
- N'Gor Niébé: N’Gor Sène ne mange pas d’haricots. Le protagoniste ne fait pas confiance aux gens du village pour garder son secret.
- Maman-Caïman: Diassigue, la mère des caïmans, raconte à ses enfants des histoires d’hommes. Après la guerre, les petits caïmans sont utilisés pour préparer des remèdes contre les plaies.
- Les mauvaises compagnies I: Golo-le-Singe s’arrêta pour boire tout le vin de palme de la gourde de N’Gor et accusa Kakatar-le-Caméléon. Plus tard, voulant se venger, le caméléon accusa le singe d’avoir incendié un champ pour se réchauffer, alors que c’était lui-même le coupable.
- Les mauvaises compagnies II: Koupou-Kala-le-Crabe et Kantioli-le-Rat étaient tous deux en route pour trouver à manger, lorsqu’ils trouvèrent un régime d’amandes de palme et que le rat grimpa pour les agripper avec ses dents pointues. Cependant, pour attraper et transporter ces dernières, le crabe demanda l’aide stratégique de Khatj-le-Chien, Thile-le-Chacal, Sékheu-le-Coq, Makhe-la-Termite, Khâla-l’Arc et Fêtt-la-Flèche.
- Les mauvaises compagnies III: Khatj-le-Chien considère stupide Ganar-la-Poule, car elle ne voulait jamais demander conseil à Nène-l’Œuf, son aîné. Elle nie donc que l’œuf est arrivé avant la poule.
- Les mauvaises compagnies IV: M’Bott-le-Crapaud amical fût invité à partager un repas avec Yambe-l’Abeille, mais cette dernière se moqua de son invité. Alors, le crapaud pris sa revanche en invitant l’abeille en retour.
- La lance de l'hyène: Malal Poulo est un berger qui fabriqua une lance pour vaincre Gayndé-le-Lion. Poulo rencontra Bouki-l’Hyène, qui lui demanda à propos de sa lance et Bouki demanda au forgeron de lui faire une lance avec des caractéristiques impossibles.
- Une commission: Penda chercha un mari, mais son père, Mor, exigea que son mari soit l’homme qui réussira à tuer un bœuf et qui enverra la viande par l’intermédiaire d’une hyène, sans qu’il ne manque un morceau. Le rusé Birane de N’Diour accomplit cette mission impossible en demandant à son ami M’Bar-l’Hyène qui ne savait pas le contenu de cette commission, de marcher jusqu’à M’Badane afin de remettre le coli.
- Le salaire: Diassigue-le-Caïman se retrouva dans les bois après un accident et Goné-l’enfant essaya de l’aider à regagner la source d’eau, sauf que le caïman eut comme intention de manger Goné. Cependant, ils tombèrent dans un dilemme qui mena à savoir si le paiement d’une bonne action est une méchanceté, mais la situation se retourna contre le caïman.
- Tours de lièvre: Leuk, le lièvre, féconde la fille du Roi Bour isolée dans une cabane. Comme punition, il doit présenter au roi la peau d’une panthère et d’un lion, les défenses d’un éléphant, et les cheveux de Kouss, le Gobelin barbu.
- Petit-mari: Dans un petit village du Sénégal, un homme nommé Samba décède à la suite de l'attaque d'un lion. La famille se retrouve alors dépourvue d'un homme responsable. Le fils de Samba, N’Diongane, est considéré comme le garçon le plus beau de tout le village. Sa sœur Khary commence à l'appeler «Petit-Mari» parce qu’il est désormais considéré comme l’homme de la maison. Cependant, N’Diongane déteste ce sobriquet et supplie sa sœur d'arrêter. Khary refuse et continue répétitivement à chanter «Petit-Mari»[3]. Par la suite, N’Diongane prend part à la cérémonie de la circoncision, qui constitue un rite de passage de l’enfance à l’âge adulte. Après la cérémonie, il est un homme à part entière. Lassé par l'insistance de sa sœur, N'Diongane quitte la maison et court vers la mer. Vers la fin du conte, sa mère, Koumba, court après lui en lui hurlant de revenir. Khary les suit et ne cesse pas d’appeler son grand frère «Petit-Mari». Par la faute de sa sœur, N’Diongane disparaît dans la mer et meurt. Koumba la veuve tient sa fille pour responsable de la mort de l’aîné, se rue sur elle et la suffoque en dans le sable de la plage. La mer engloutit ses deux enfants et ils disparaissent. D'après la légende, lorsqu'un individu colle un coquillage à son l’oreille, il peut entendre le cri plaintif de Koumba, qui regrette la mort de son fils.

### Analyse de«Petit-Mari»par Birago Diop

#### Tabou de l’inceste
La nouvelle soulève la question de l’inceste. En effet, derrière le sobriquet de « Petit-Mari » se cache, de la part de la sœur, un véritable désir sexuel, inavoué, à l’égard de son frère, considéré de tous le plus beau du village. Le lecteur le comprend grâce à une remarque discrète du narrateur : « De son chant sourdait une sorte de ferveur, c'était une voix amoureuse, car Khary aimait son frère, son frère qui était le plus beau de tous les jeunes gens du village. »

#### Contexte social du conte
Le conte reflète, en partie, les structures de la société patriarcale. La disparition du père sème en effet le trouble dans la famille : la mère est découragée car le foyer est dépourvu d’un homme, le fils est contraint d’endosser symboliquement ce rôle avant l’heure et la sœur finit par développer un sentiment que la morale condamne.
- Vérité et mensonge: Fène-Mensonge et Deug-Vérité voyagent ensemble, mais avant leur excursion ils décident de laisser parler seulement Deug. Cependant, l’honnêteté brutale de Deug-Vérité n’est pas bien reçue.
- La biche et les deux chasseurs: Koli, le chasseur, voit M’Bile, la biche savante et la tue. Les autres animaux comptent sur elle pour tuer N’Dioumane, le chasseur le plus connu et les animaux se transforment en femmes extrêmement belles pour tromper N’Dioumane.
- Les calebasses de Kouss: Bouki, l’hyène et Leuk le lièvre, demandent à leurs époux de leur trouver des bijoux.
- L'héritage: Le vieux Samba meurt et laisse son héritage à ses trois fils: Momar, Moussa et Birame. En comprenant que leur père les a tous aimés en égale mesure, ils cherchent Kém Tanne pour lui expliquer la signification de ces cadeaux.
- Sarzan: Sergent Thiémokho Kéita retourne à Dougouba pour civiliser les gens qui y habitent. Personne n’ose plus l’appeler de son nom et il ne reste que Sarzan (sergent)-le-Fou.

## Contexte desContes d’Amadou Koumbapar Birago Diop

### Littérature africaine & style du recueil
Le but original des Contes d’Amadou Koumba de Birago Diop était de transmettre les histoires et la culture africaine orale à l’écrit. Birago Diop a fait une tentative significative en transcrivant ces contes pour faire découvrir une partie de la littérature africaine à un public francophone, sans abandonner les termes spécifiques en wolof.

## Éditions
- Paris, Fasquelle, coll. « Écrivains d'Outre-Mer », 1947
- Rééd. Paris/Dakar, Présence Africaine, 1960
- Rééd. Paris/Dakar, Présence Africaine, 1961
- Rééd. Paris/Dakar, Présence Africaine, 1969 (format poche)

## Adaptations cinématographiques
Paulin Soumanou Vieyra a réalisé un film nommé N’Diongane de 18 minutes en 1965.